# My Generator
『My Generator』（マイ・ジェネレーター）は、CANTAの8枚目のオリジナル・アルバム。

## 概要
前作『セヴン』より約1年振りにリリースされたオリジナル・アルバム。
シンセサイザーや打ち込みを導入した楽曲、変拍子を取り入れた楽曲など、新たな方向性を見い出した作品となっている。
収録曲の「Heartbeat」のピアノ、ストリングスの演奏およびアレンジは、SOPHIAの都啓一が担当した。

## 収録曲
（全作詞・作曲：ルーク篁）
1. HEAVEN'S WAITING
2. Forgiveness
3. Flower Song
4. Round and Round
5. Goo-Choki-Pah
6. Fantasize
7. Born to Love
8. Happy End
9. Make My Day
10. Heartbeat
11. Gone